# Лі (Флорида)
Лі (англ. Lee) — місто (англ. town) в США, в окрузі Медісон штату Флорида. Населення — 375 осіб (2020).

## Географія
Лі розташоване за координатами 30°24′53″ пн. ш. 83°18′17″ зх. д. / 30.41472° пн. ш. 83.30472° зх. д. (30.414792, -83.304804).  За даними Бюро перепису населення США в 2010 році місто мало площу 6,22 км², з яких 6,22 км² — суходіл та 0,00 км² — водойми.

## Демографія
Згідно з переписом 2010 року, у місті мешкали 352 особи в 132 домогосподарствах у складі 104 родин. Густота населення становила 57 осіб/км².  Було 160 помешкань (26/км²).
Расовий склад населення:
| - 80,1 % — білих - 7,7 % — чорних або афроамериканців - 0,9 % — корінних американців - 0,9 % — азіатів - 7,4 % — осіб інших рас |

До двох чи більше рас належало 3,1 %. Частка іспаномовних становила 13,1 % від усіх жителів.
За віковим діапазоном населення розподілялося таким чином: 24,4 % — особи молодші 18 років, 56,6 % — особи у віці 18—64 років, 19,0 % — особи у віці 65 років та старші. Медіана віку мешканця становила 38,9 року. На 100 осіб жіночої статі у місті припадало 114,6 чоловіків;  на 100 жінок у віці від 18 років та старших — 107,8 чоловіків також старших 18 років.
Середній дохід на одне домашнє господарство  становив 55 810 доларів США (медіана — 38 250), а середній дохід на одну сім'ю — 65 234 долари (медіана — 50 313). За межею бідності перебувало 27,8 % осіб, у тому числі 41,0 % дітей у віці до 18 років та 14,7 % осіб у віці 65 років та старших.
Цивільне працевлаштоване населення становило 208 осіб. Основні галузі зайнятості: освіта, охорона здоров'я та соціальна допомога — 24,5 %, оптова торгівля — 24,0 %, виробництво — 18,8 %.